# Nelson (Wisconsin)
Nelson és una població dels Estats Units a l'estat de Wisconsin. Segons el cens del 2000 tenia 395 habitants.

## Demografia
Segons el cens del 2000, Nelson tenia 395 habitants, 181 habitatges, i 97 famílies. La densitat de població era de 104,5 habitants per km².
Dels 181 habitatges en un 26% hi vivien nens de menys de 18 anys, en un 45,3% hi vivien parelles casades, en un 7,2% dones solteres, i en un 45,9% no eren unitats familiars. En el 38,7% dels habitatges hi vivien persones soles el 17,7% de les quals corresponia a persones de 65 anys o més que vivien soles. El nombre mitjà de persones vivint en cada habitatge era de 2,18 i el nombre mitjà de persones que vivien en cada família era de 2,98.
Per edats la població es repartia de la següent manera: un 23,8% tenia menys de 18 anys, un 7,6% entre 18 i 24, un 26,8% entre 25 i 44, un 24,6% de 45 a 60 i un 17,2% 65 anys o més.
L'edat mediana era de 39 anys. Per cada 100 dones de 18 o més anys hi havia 100,7 homes.
La renda mediana per habitatge era de 30.833 $ i la renda mediana per família de 37.917 $. Els homes tenien una renda mediana de 31.375 $ mentre que les dones 20.000 $. La renda per capita de la població era de 14.958 $. Aproximadament el 6,1% de les famílies i l'11,3% de la població estaven per davall del llindar de pobresa.

## Poblacions properes
El següent diagrama mostra les poblacions més properes.